# Azinheira dos Barros e São Mamede do Sádão
Azinheira dos Barros e São Mamede do Sádão es una freguesia portuguesa del concelho de Grândola, con 172,52 km² de superficie y 908 habitantes (2001). Su densidad de población es de 5,3 hab/km².

## Galería

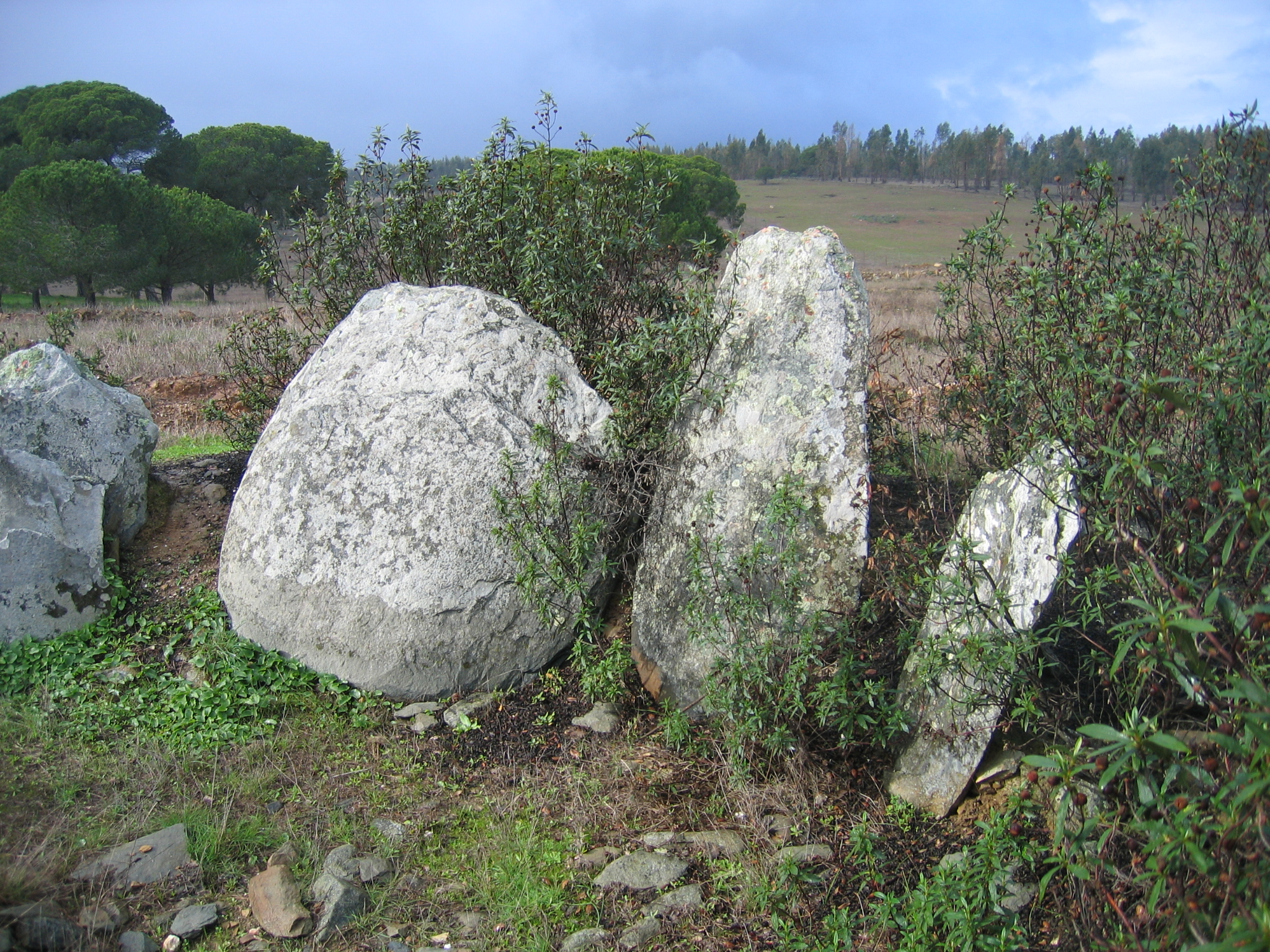
Monumento megalítico Pata do Cavalo